# Marc E. Bassy
Marc E. Bassy, pseudonimo di Marc Griffin (San Francisco, 9 aprile 1987), è un cantautore statunitense.
Prima di mettere in scena le proprie canzoni, scrisse per artisti come Cee Lo Green, Sean Kingston, Wiz Khalifa e Ty Dolla Sign.

## Biografia
Griffin abitava nel quartiere Bay Area, che sua madre affittò dalla cantante Tracy Chapman. Durante i suoi anni di adolescenza, si trasferì a Mill Valley e frequentò la scuola superiore di Tamalpais. Dopo la laurea, andò a UC Santa Cruz per imparare musica ma rimase lì per due anni e lasciò la scuola per suonare con i 2AM Club a Los Angeles.

## Discografia

### Singoli
- 2014 – Relapse (feat. Iamsu!)
- 2016 – You & Me (feat. G-Eazy)

### EP
- 2015 – East Hollywood
- 2015 – Groovy People